# Mount-Scenery-Nationalpark
Der Mount-Scenery-Nationalpark ist ein Nationalpark auf der Insel Saba, einer der besonderen Gemeinden der Niederlande in der Karibik. Bis zu einer erheblichen Vergrößerung im Jahr 2018 trug der Park den Namen Saba National Land Park und schützte lediglich ein etwa 43 Hektar großes Gebiet an der Nordküste der Insel.

## Geographie
Der Nationalpark schützt ein ca. 350 Hektar großes Gebiet im Norden und Westen von Saba, hiervon entfallen 35 Hektar auf durch eine Privatperson gespendeten Landbesitz, die das Kerngebiet des ehemaligen Saba National Land Parks ausmachten. Der Land Park umfasste das Areal zwischen dem Flughafen der Insel am Flat Point im äußersten Nordosten, dem All-Too-Far-Bergkamm im Norden und dem Mount Scenery im Inselinneren. Der Park ist über vier Wanderwege unterschiedlicher Länge zugänglich: North Coast Trail, Sulphur Mine Trail, Sandy Cruz Trail und All Too Far Trail, die alle aus dem Dorf Zion’s Hill starten. Einige der Wanderwege bieten einen Ausblick auf die Nachbarinsel Sint Eustatius. Seit der Auflösung der Niederländischen Antillen und dem Beitritt Sabas als „Besondere Gemeinde“ zum Landesteil Niederlande am 10. Oktober 2010 beherbergt der Park mit dem 877 Meter hohen Gipfel des Mount Scenery auch die höchste Erhebung innerhalb der Niederlande. Er löste damit den 322 Meter hohen Vaalserberg im Dreiländereck zwischen den europäischen Niederlanden, Deutschland und Belgien ab. Nach der Erweiterung 2018 umfasst der Nationalpark nun auch den kaum besiedelten und schwer zugänglichen Nordwesten Sabas, der von dichten Wäldern und tiefen Schluchten geprägt ist. Des Weiteren erstreckt er sich ins Zentrum der Insel und schließt den Gipfel des Mount Scenery ab einer Höhe von 550 Metern über dem Meeresspiegel ein. Von besonderem touristischen und archäologischen Interesse sind die Ruinen des in den 1930er-Jahren verlassenen Dorfes Mary’s Point sowie die Überreste einer Siedlung karibischer Ureinwohner, die derzeit Ziel einer Ausgrabung sind.

## Geologie
Im Gebiet des Nationalparks finden sich unter anderem heiße Quellen und verschiedene außergewöhnliche geologische Formationen wie zum Beispiel die Behind-The-Ridge-Formation. Die Geologie des Areals zeugt von der Vergangenheit Sabas als aktiver Vulkan, so finden sich hier größtenteils vulkanische Agglomerate und Tuff. An verschiedenen Orten besteht der Untergrund aus pyroklastischen Materialien, an zwei Stellen bilden erkaltete Lavaströme Landzungen, die bis hinab ins Meer reichen. Im Hauptkrater des Mount Scenery formte sich einst ein Pfropf aus erhärteter Lava, der heute das Fundament der Spitze des Berges bildet. Rund um den Hauptgipfel formten sich weitere Lavadome. Vor dem Ende seiner aktiven Phase formte der Vulkan eine Schicht aus Schwefel und Gips, die in der Vergangenheit auch zum Teil ausgebeutet wurde.

## Geschichte

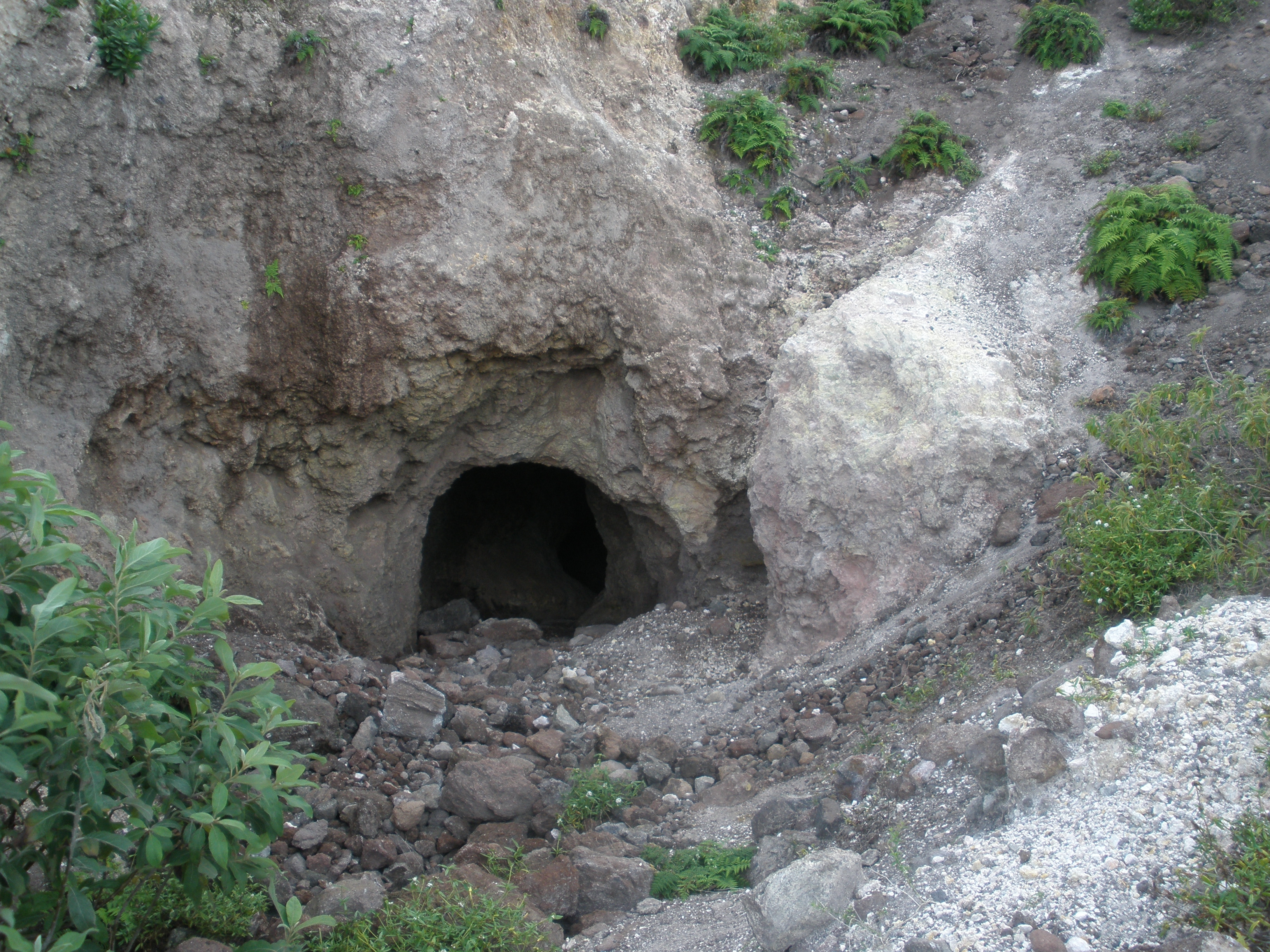
Eingang der ehemaligen Schwefelmine

1866 begann in dem Gebiet des heutigen Nationalparks der Abbau der dortigen Schwefelvorkommen, zunächst durch eine Reihe von Privatpersonen und einige Jahre später durch die Sulphur Mining Company. Die Arbeiten wurden jedoch 1915 eingestellt, da sich der Betrieb als nicht länger rentabel erwies.
Nach dem Tod des ehemaligen Besitzers Earl Thissel waren die Besitzverhältnisse lange Zeit unklar, bis es im Jahre 1993 einem sabanischen Senator gelang, die Erbin Muriel Thissel Murphy aus Auburn, Maine ausfindig zu machen. Thissel Murphy sah zunächst für das geerbte Land keine Verwendung, da es dort weder Straßen noch Zugänge zum Meer gab. Daher entschloss sie sich 1998 das Gebiet als Schenkung an die Einwohner von Saba abzutreten. Dies geschah unter der Bedingung, dass in dem Bereich ein Naturschutzgebiet eingerichtet und keine kommerziellen Unternehmungen durchgeführt werden würden.
Daraufhin wurde das Gebiet 1999 als Saba National Park unter Schutz gestellt und die Verwaltung der Saba Conservation Foundation (SCF) übertragen. Ziel dieser 1987 gegründeten Nichtregierungsorganisation mit Sitz in Fort Bay ist die Bewahrung von Sabas kulturellem Erbe und seiner natürlichen Ressourcen. Die SCF fördert unter anderem die wissenschaftliche Forschung in den von ihr verwalteten Gebieten und bemüht sich, den Bewohnern Sabas einen verantwortungsvollen Umgang mit der Natur ihrer Insel nahe zu bringen.
Im Jahre 2012 erhielt der Park den offiziellen Status als Nationalpark. Er wurde seitdem als Saba National Land Park bezeichnet, um einer Verwechslung mit dem 2010 gegründeten Saba National Marine Park vorzubeugen, der die Gewässer rund um die Insel schützt und an der Nordküste auch direkt an den Land Park angrenzt.

### Vergrößerung 2018
Seit Anfang des Jahres 2017 existierten Pläne, den recht kleinen Saba National Land Park zu erweitern. Das so geschaffene neue Gebiet sollte zunächst den Namen North Saba National Park erhalten. Ziele des Projekts waren neben der Gebietserweiterung ein besserer Artenschutz und die Restaurierung verfallener Wanderwege und historischer Bauwerke. Des Weiteren sollte das Gebiet verstärkt touristisch erschlossen werden. Eine der Schwierigkeiten des Projekts stellte die unklare Eigentümersituation in großen Teilen des vorgeschlagenen Areals dar, da dieses vorwiegend aus Privatbesitz besteht, der zum Teil bereits in den 1920er-Jahren verlassen und aufgegeben wurde. Im August 2018 fanden auf Saba Bürgerversammlungen statt, bei denen die Bewohner der Insel über die geplante Erweiterung des Parks informiert wurden. Vorgeschlagen wurden die Umbenennung in Mount Scenery National Park und die Vergrößerung des geschützten Areals auf etwa ein Viertel der Inselfläche. In seiner Sitzung vom 18. September 2018 beschloss der Inselrat die Umsetzung der im August vorgestellten Pläne, der Beschluss wurde sofort wirksam. Der Rat legte jedoch Wert darauf festzuhalten, dass sich die Landbesitzverhältnisse in dem erweiterten Gebiet nicht ändern würden. Auch die – kaum vorhandene – Landwirtschaft im neuen Parkgebiet darf fortgeführt werden. Die Kosten des Erweiterungprojekts beliefen sich auf eine Summe von etwa 855.000 US-Dollar, die gemeinsam durch die Europäische Union und das niederländische Ministerium für Wirtschafts- und Klimapolitik getragen wurden.

## Flora und Fauna

### Vegetationszonen

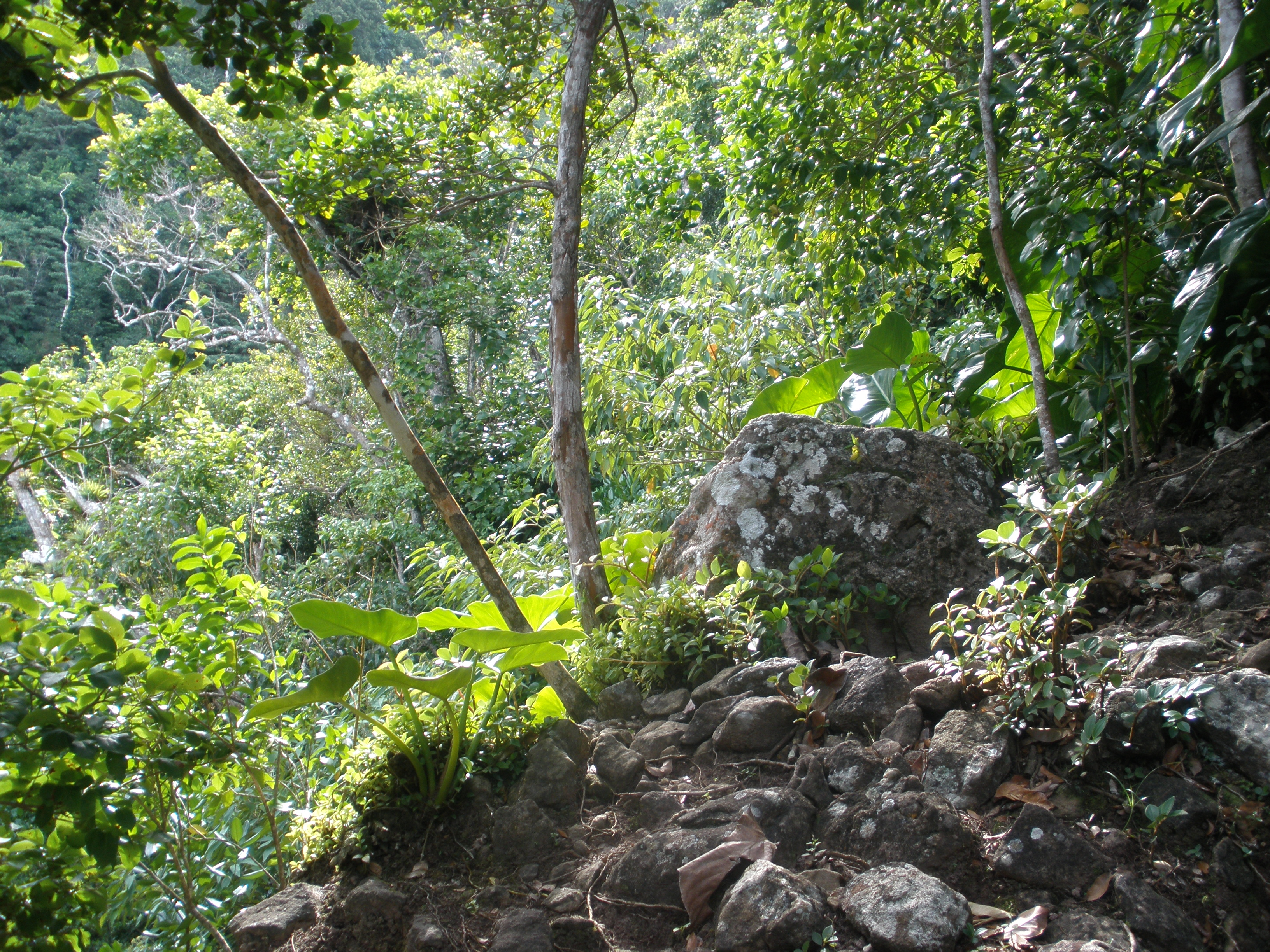
Vegetation im Nationalpark, gesehen vom All Too Far Trail

Der Mount-Scenery-Nationalpark beherbergt alle auf Saba vorkommenden Vegetationszonen. In der vorwiegend ariden Küstenregion dominiert das Süßgras Bothriochloa pertusa, einige Sträucher stehen in der Landschaft verstreut. In den unteren Bereichen der Hänge des Mount Scenery wachsen unter anderem Mammutbäume und Gewächse der Gattung Fuchsia. Colocasia ist ebenso zahlreich vertreten wie die Kochbanane, auch verschiedene Kakteengewächse kommen in dieser Region vor. Rund um den Gipfel des Berges wächst ein artenreicher Bergregenwald, der neben der dominanten Art Freziera undulata unter anderem aus Palmen und Baumfarnen besteht. An den Bäumen wachsen zahlreiche Epiphyten, wie zum Beispiel Orchideen, Lebermoose oder Bromelien.
Etwa seit der Jahrtausendwende breitet sich das als invasive Art geltende Knöterichgewächs Antigonon leptopus auf Saba aus. Seit einigen Jahren droht diese Art zunehmend auch im Bereich des Nationalparks die einheimischen und zum Teil seltenen Pflanzen zu verdrängen.

### Vögel

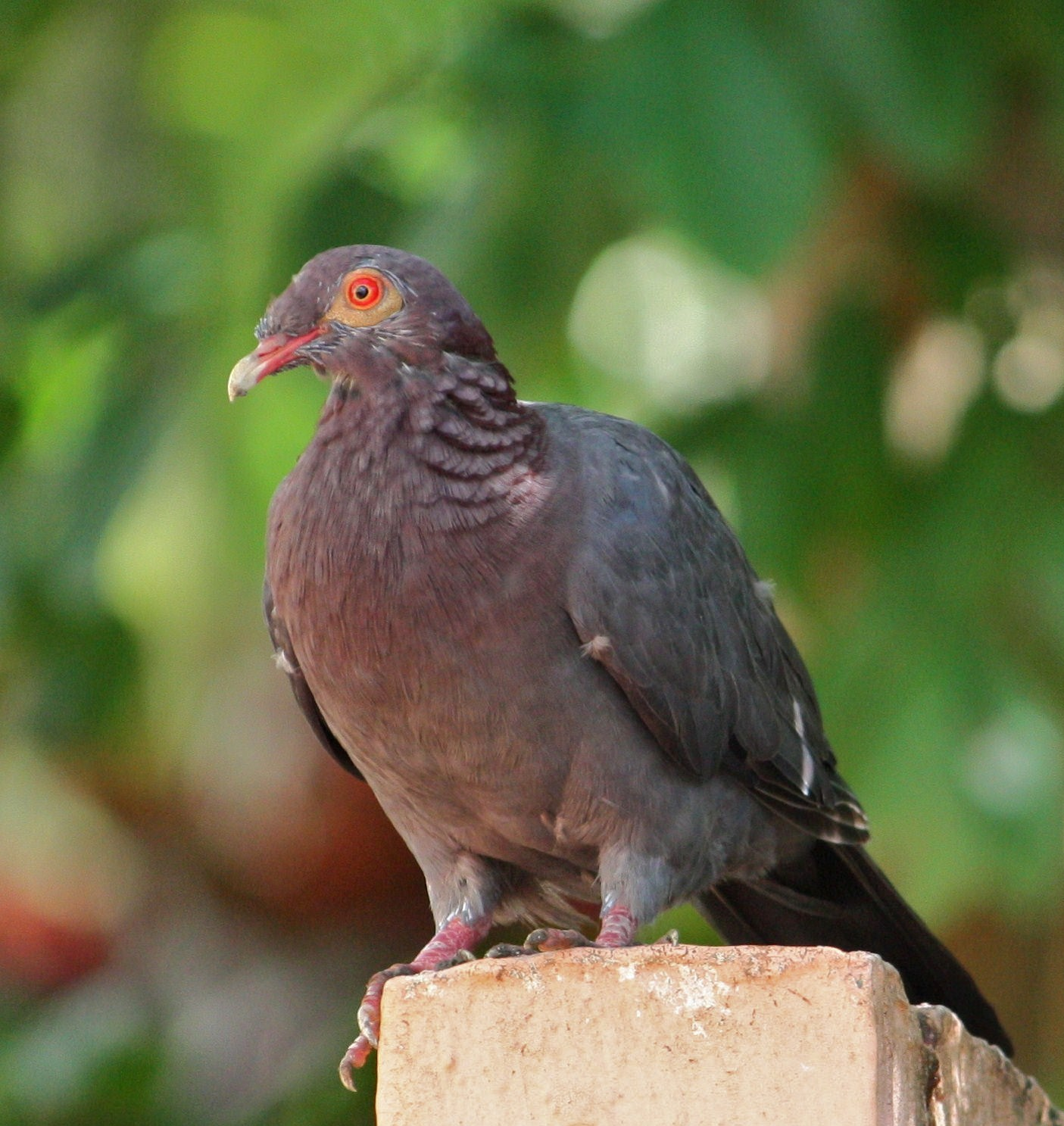
Antillentaube

Die steilen Klippen des Nationalparks bieten wichtige Ruhe- und Brutplätze für Arten wie den Rotschnabel-Tropikvogel und den Schuppensturmtaucher. Weiter im Inland ändert sich die Avifauna je nach Vegetationszone, insgesamt wurden hier 26 brütende Arten nachgewiesen. Dazu kommen weitere 36 Spezies, die die Insel als Zugvögel auf ihren Wanderungen besuchen. In den eher offenen Landschaften in der Nähe der Küste leben unter anderem der Antillenhaubenkolibri, die Küstentaube, der Rotkehl-Gimpeltangare oder auch Raubvögel wie der Rotschwanzbussard und der Buntfalke. Die höheren und feuchteren Lagen werden beispielsweise durch die Perlaugen-Spottdrossel und die seltene Antillentaube als Lebensraum genutzt.

### Säugetiere
Die einzigen Säugetiere die im Mount-Scenery-Nationalpark vorkommen sind fünf unterschiedliche Arten von Fledermäusen.

### Reptilien und Amphibien

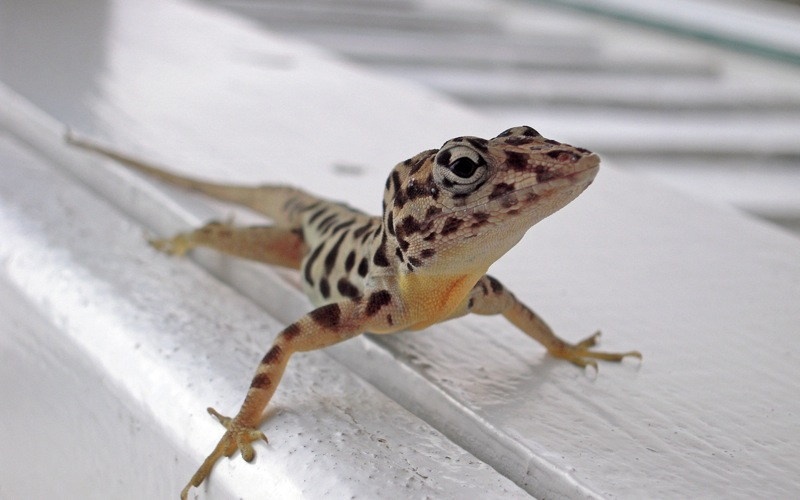
Die Art Anolis sabanus kommt nur auf Saba vor

Die Echsenart Anolis sabanus aus der Gattung Anolis ist auf Saba endemisch und auch im Nationalpark sowohl in der Nähe der Küste als auch in den höher gelegenen Gebieten anzutreffen. Des Weiteren lebt im Nationalpark eine Spezies ungiftiger Nattern, die neben Saba nur noch auf Sint Eustatius vorkommt. Hinzu kommen zwei Arten von Leguanen, die häufig entlang der Wanderwege beobachtet werden können. Der einzige im Parkgebiet (und auf ganz Saba) vorkommende Vertreter der Amphibien ist Johnstones Pfeiffrosch. Dieser, von den Einheimischen auch „Coquee“ genannte, kleine Froschlurch sorgt insbesondere nach Einbruch der Dunkelheit häufig für eine charakteristische Geräuschkulisse.